# Essen Challenger
L'Essen Challenger è stato un torneo professionistico di tennis giocato su campi in terra rossa. Faceva parte dell'ATP Challenger Series. Si giocava annualmente a Essen in Germania.

## Albo d'oro

### Singolare
| Anno | Campione        | Finalista        | Punteggio     |
| ---- | --------------- | ---------------- | ------------- |
| 1983 | Rolf Gehring    | José López Maeso | 6–4, 6–3      |
| 1982 | Non disputato   | Non disputato    | Non disputato |
| 1981 | Chris Johnstone | Andreas Maurer   | 7–5, 7–6      |

### Doppio
| Anno | Campioni                         | Finalisti                 | Punteggio     |
| ---- | -------------------------------- | ------------------------- | ------------- |
| 1983 | Mike Myburg Christo van Rensburg | Nick Brown Steve Shaw     | 6–4, 6–2      |
| 1982 | Non disputato                    | Non disputato             | Non disputato |
| 1981 | Jan Gunnarsson Stefan Svensson   | Ernie Ewert Damir Keretić | 7–6, 7–6      |